# Gotyk wenecki

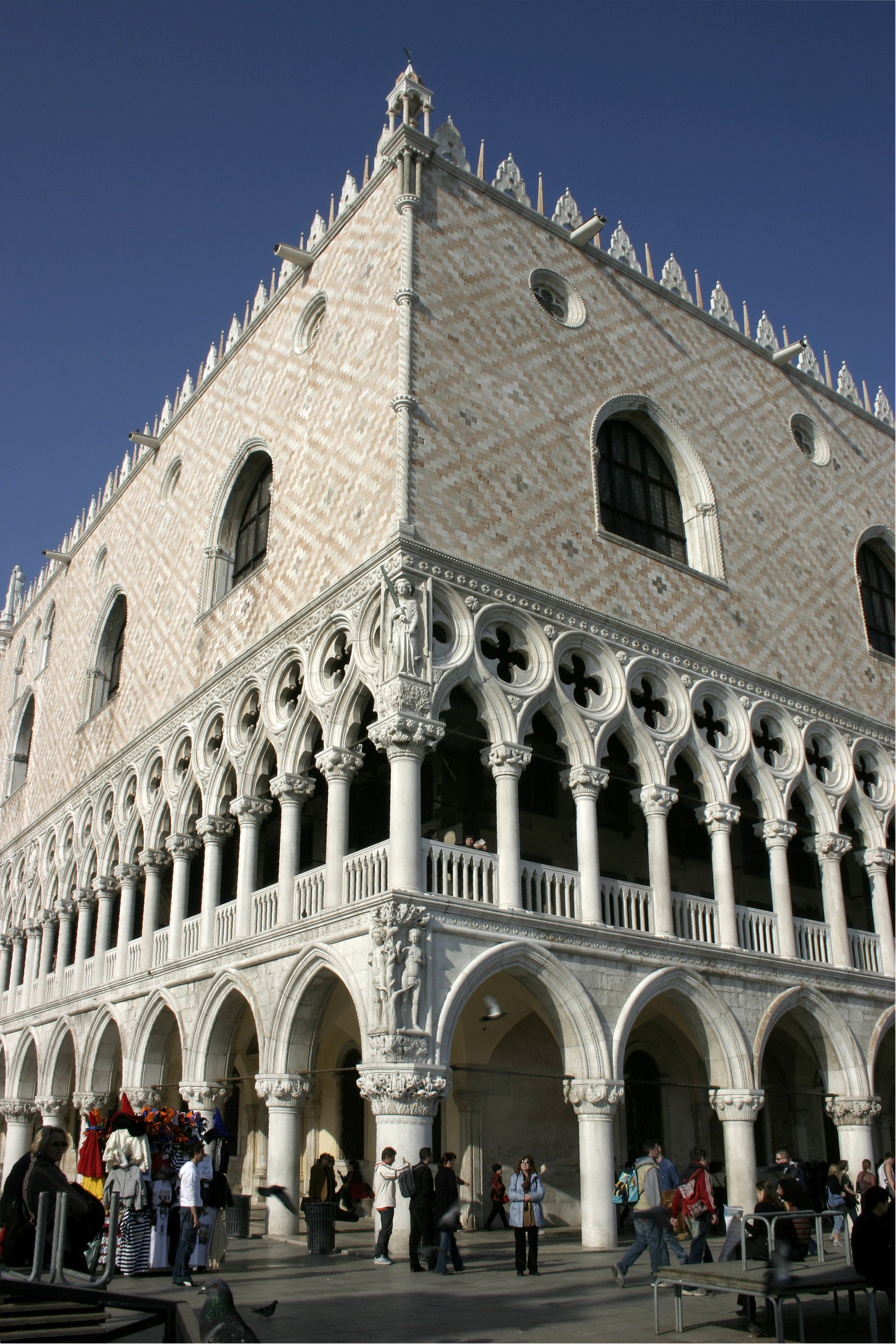

Gotyk wenecki – (zwany też promienistym) styl architektoniczny występujący w Wenecji. Jest to styl gotycki z wpływami arabskimi.